# Tarana Paris Bakou
 (septembre 2013).
Tarana Paris Bakou (de son vrai nom Tarana Allahverdieva) est la première chanteuse azerbaïdjanaise de France. Elle est originaire de Choucha.

## Biographie
Tarana Allahverdieva  est une Azérie de la région du Karabakh,. Elle a étudié tout d'abord à l'Institut des langues étrangères de Bakou, puis à la Sorbonne de Paris où elle rêvait de faire ses études. Elle vit en France, chanteuse de jazz et de musique traditionnelle, elle partage sa vie entre la France, l'Azerbaïdjan (notamment Bakou) et la Russie, qui sont les pays où elle donne des concerts. Ses rencontres les plus importantes ont été avec Sarah Sanders à Paris, Inara Babayeva et Vagif Gerayzade à Bakou. Elle commente pour la télévision française les cérémonies d'ouverture et de clôture des premiers Jeux européens à Bakou en 2015. Elle participe également comme invitée principale en juin 2015 à l'émission Menu sport. Elle crée et interprète le spectacle L'Esprit d'Azerbaïdjan, depuis 2016.